# موليبدات المنغنيز الثنائي
موليبدات المنغنيز الثنائي هو مركب كيميائي لاعضوي صيغته MnMoO4، ويوجد على هيئة صلب بلوري ذي لون سكري (بيج).

## التحضير
يحضر المركب من تفاعل تبادل بين موليبدات الصوديوم وكبريتات المنغنيز الثنائي:
{\displaystyle {\ce {Na2MoO4 + MnSO4 -> Na2SO4 + MnMoO4}}}

## الخواص
يوجد المركب في الشروط القياسية على هيئة مسحوق بلوري رمادي، وهو غير قابل للانحلال في الماء. يتبع الشكل ألفا α من بلوراته نظام بلوري أحادي الميل؛ كما يبدي المركب خواص مغناطيسية حديدية مضادة عند درجات حرارة منخفضة.

## الاستخدامات
يستخدم مركب موليبدات المنغنيز الثنائي مادة فعالة في الأقطاب الكهربائية في المكثفات الفائقة.